# 甲酸钡
甲酸钡是钡的甲酸盐，化学式 Ba(HCOO)2。

## 制备
甲酸钡可以由氢氧化钡和甲酸中和而成。
{\displaystyle \mathrm {Ba(OH)_{2}+2\ HCOOH\ \longrightarrow \ Ba(HCOO)_{2}+2\ H_{2}O} }

## 性质
甲酸钡二水合物的晶体结构是正交晶系。 这和甲酸钙和甲酸锶相同。甲酸钡无水物则是单斜晶系的。